# 田村 (南国市)
田村（たむら）は、高知県南国市の町丁。2015年3月31日現在の人口は1,109人。郵便番号は783-0092。本項ではかつて同区域に存在した香美郡田村（たむら）についても記す。

## 地理
南国市の南東部、高知空港の西側の区域にあたる。西で大埇・片山、北で立田、東で物部、南で前浜に接する。東部は高知空港の敷地が占める。北部を国道55号南国バイパスが東西に横断し、高知県道31号前浜植野線が南北に縦断、高知県道243号田村高須線が西方に分岐する。中央を秋田川が南北に縦断する。

### 河川
- 秋田川

## 歴史
- 幕末 - 香美郡上田村が存在。「旧高旧領取調帳」の記載によると高知藩領。
- 明治4年7月14日（1871年8月29日） - 廃藩置県により高知県の管轄となる。
- 明治5年（1872年） - 上田村が改称して田村となる。
- 1889年（明治22年）4月1日 - 町村制の施行により田村が単独で自治体を形成。立田村と一部事務組合を結成。
- 1942年（昭和17年）7月1日 - 田村が立田村・三島村と合併して日章村が発足。同村大字田村となる。
- 1951年（昭和31年）9月30日 - 日章村が前浜村・長岡郡大篠村・三和村・稲生村・十市村と合併して長岡郡香長村が発足。同村大字田村となる。
- 1959年（昭和34年）10月1日 - 香長村が香美郡岩村・長岡郡後免町・野田村・岡豊村と合併して南国市が発足。同市田村となる。

## 交通

### バス
とさでん交通
- 前浜・パークタウン線
  - 桟橋車庫 - はりまや橋 - 青柳橋西詰 - 南吸江 - 十市パークタウン - 稲生 - 里改田 - 前浜車庫

南国市コミュニティバス
- 医大病院 - 久枝線
  - 医大病院 - 中島 - 大津バイパス - JA高知病院 - 後免町 - 田村 - 前浜

### 道路
- 国道55号
  - 南国バイパス
- 高知県道31号前浜植野線
- 高知県道243号田村高須線

## 施設
- 南国市立日章小学校
- 南国市立あけぼの保育所
- 日章郵便局
- 伊都多神社
- 八坂神社
- 厳島神社
- 吉井神社
- 八幡宮
- 細勝寺
- 蔵福寺